# Rango (film, 1931)
Cet article concerne le film d'Ernest B. Schoedsack. Pour le film de Gore Verbinski, voir Rango.
Pour les articles homonymes, voir Rango.
Pour plus de détails, voir Fiche technique et Distribution.
Rango est un semi-documentaire américain réalisé par Ernest B. Schoedsack seul à Sumatra, sorti en 1931, avec Claude King.

## Synopsis
Un père blanc qui vient de rentrer d'Inde explique à son fils que le plus proche parent de l'Homme dans la nature est l'orang-outan, ce qui se traduit littéralement par homme de la forêt. Il lui raconte ensuite l'histoire d'Ali et de son fils Bin, tous deux originaires de Sumatra, qui chassent pour leur village dans la jungle. Ali souhaite abattre un tigre qui maraude mais les orangs-outans Tua et son bébé Rango s'interposent. Rango est presque happé par les griffes du tigre et alors qu'Ali prépare un piège à tigre, les orangs-outans entrent dans sa hutte et se régalent des victuailles entreposées. Des dizaines d'autres d'orangs-outans les rejoignent et finissent de saccager la cabane. Lorsque Ali et Bin reviennent pour découvrir le désordre, Ali capture Rango et l'attache à une chaîne pour le punir. Plus tard, Ali sauve Tua d'une panthère noire.
Dans la nuit, un tigre entre dans le camp, et Rango prévient Bin à temps pour qu'il tire et fasse fuir la bête. À l'aube, Tua vient chercher Rango et ils se nourrissent, tandis que Bin s'occupe des buffles d'eau. Après que le tigre a tué un cerf, les orangs-outans se mettent en garde et s'enfuient en dispersion. Deux tigres mâles s'approchent alors de Bin, Rango et Tua, qu'ils pourchassent. Lorsque Bin est coincé par un tigre, Rango vient à sa rescousse mais il se fait tuer. Un buffle d'eau arrive alors et se bat contre le tigre, qu'il finit par tuer. 
Le missionnaire termine son récit en expliquant qu'Ali et Bin ont été heureux de se retrouver tandis que Tua attend le retour de Rango, sans savoir qu'il ne reviendra jamais.